# Historia territorial de la India

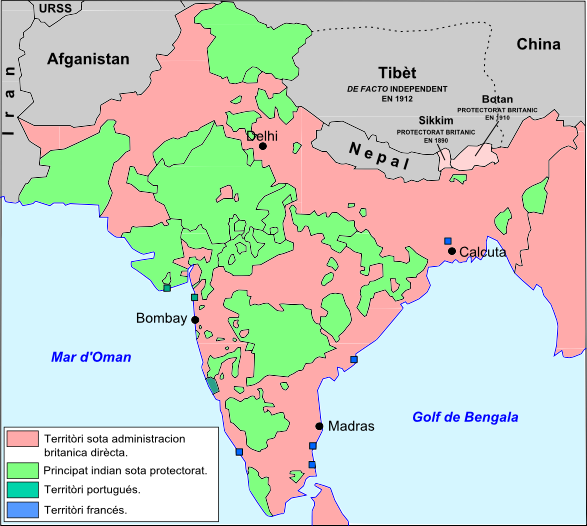
la India británica en 1939; en verde los estados principescos, en rosa los estados bajo administración directa de los británicos.

Este artículo enumera la evolución territorial de la India, por orden cronológico. En el presente artículo se muestra cada cambio de las fronteras internas y externas de la India desde su independencia del Imperio británico en 1947.

## Independencia

Esquema de la partición de la India británica el 15 de agosto de 1947.

- 15 de agosto de 1947

Fin del dominio británico y de la partición de la India. Las provincias de la India británica inmediatamente se convierten en parte del Dominio de la India o del Dominio de Pakistán. Se anima a los estados principescos para unirse a uno u otro de los dos países.
- Octubre de 1947

Francia cede a la India sus asentamientos en Machilipatnam, Kozhikode y Surat.
- 26 de octubre de 1947

Después de la invasión de una parte de su territorio por tribus apoyados por Pakistán, el principado de Jammu y Cachemira se integra a la India y se convierte en el estado de Jammu y Cachemira. La nueva entidad queda dividida de facto entre los dos países.
- 9 de noviembre de 1947

La India ocupa Junagadh tras su solicitud para incluirse en Pakistán. Junagadh revierte su decisión al día siguiente, y se anexa a la India.
- 15 de febrero de 1948

Manavadar rompe su adhesión a Pakistán y se anexa a la India.
- 7 de abril de 1948

Los estados principescos de Dujana, Loharu y Pataudi integran el Panyab Oriental.
- 15 de abril de 1948

Se crea el estado de Himachal Pradesh a partir de 28 antiguos estados principescos.
- 18 de mayo de 1948

Los estados principescos de Saraikela y Kharsawan se unen y crean el estado de Bihar.
- 1 de abril de 1949

El estado principesco de Sandur se agrega al estado de Madrás.
- 1 de agosto de 1949

24 estados principescos crean Orissa.
- 15 de octubre de 1949

Tripura se une a la India.
Manipur se une a la India
- 1 de enero de 1950

El estado principesco de Cooch Behar se une a Bengala Occidental.
- 24 de enero de 1950

Las Provincias Unidas de Agra y Oudh se convierten en el estado de Uttar Pradesh.

## Constitución

Estados creado después de 1960:
1963: Nagaland, segregado de Assam
1966: Haryana, segregado de Panyab y pequeñas partes de Himachal Pradesh
1971: Himachal Pradesh, creado como territorio de la unión
1972: Megalaya, segregado de Assam
1972: Tripura, creado como territorio de la unión
1972: Manipur, creado como territorio de la unión
1975: Sikkim, protectorado indio
1975: Arunachal Pradesh, creado como territorio de la unión
1987: Mizoram, creado como territorio de la unión (bis 1971 zu Assam)
1987: Goa, creado como territorio de la unión
2000: Chhattisgarh, segregado de Madhya Pradesh
2000: Jharkhand, segregado de Bihar
2000: Uttarakhand, segregado de Uttar Pradesh
2014: Telangana, segregado de Andhra Pradesh

- 26 de enero de 1950

Entrada en vigor de la Constitución de la India. Los estados quedan divididos en las categorías A, B, C y D de acuerdo con su tipo de gobierno.
- 2 de mayo de 1950

Francia cede Chandernagor a la India.
- 5 de diciembre de 1950

Sikkim se convierte en un protectorado de la India.
- 7 de octubre de 1953

Chandigarh se convierte en la capital de Panyab.
- 1 de octubre de 1953

Creación del estado de Andhra a partir del de Madras.
- 1954

El estado de Bilaspur queda integrado en Himachal Pradesh.
- 1 de noviembre de 1954

Transferencia de facto a la India de los cuatro emplazamientos franceses de Puducherry, Yanam, Mahe y Karaikal. La transferencia de iure se realizó en 1962, cuando el parlamento francés ratificó el tratado con la India.
- 2 de octubre de 1955

Chandernagor queda integrado en Bengala Occidental.
- 1956

Hyderabad se convierte en la capital del estado de Hyderabad.

## Reorganización

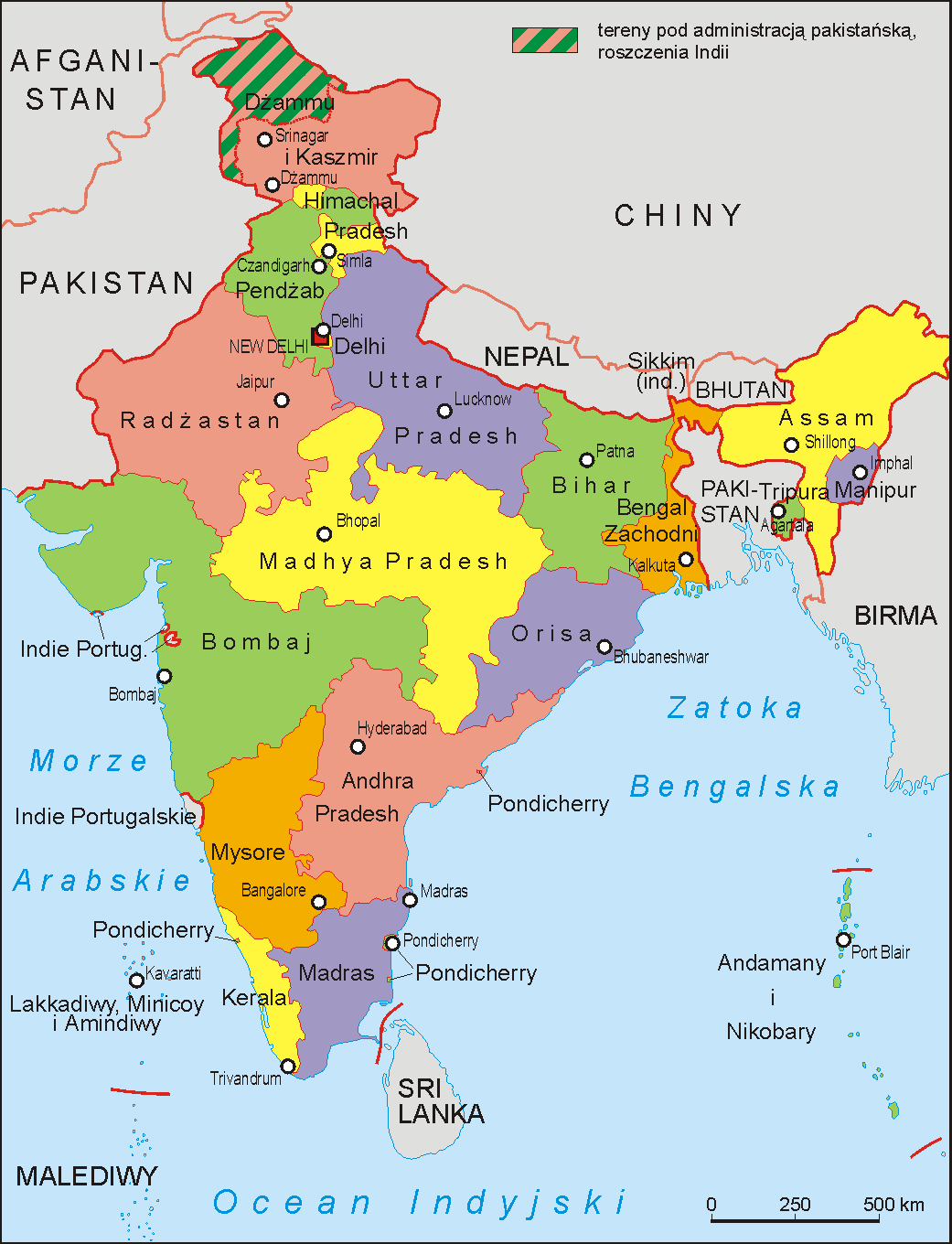
1956

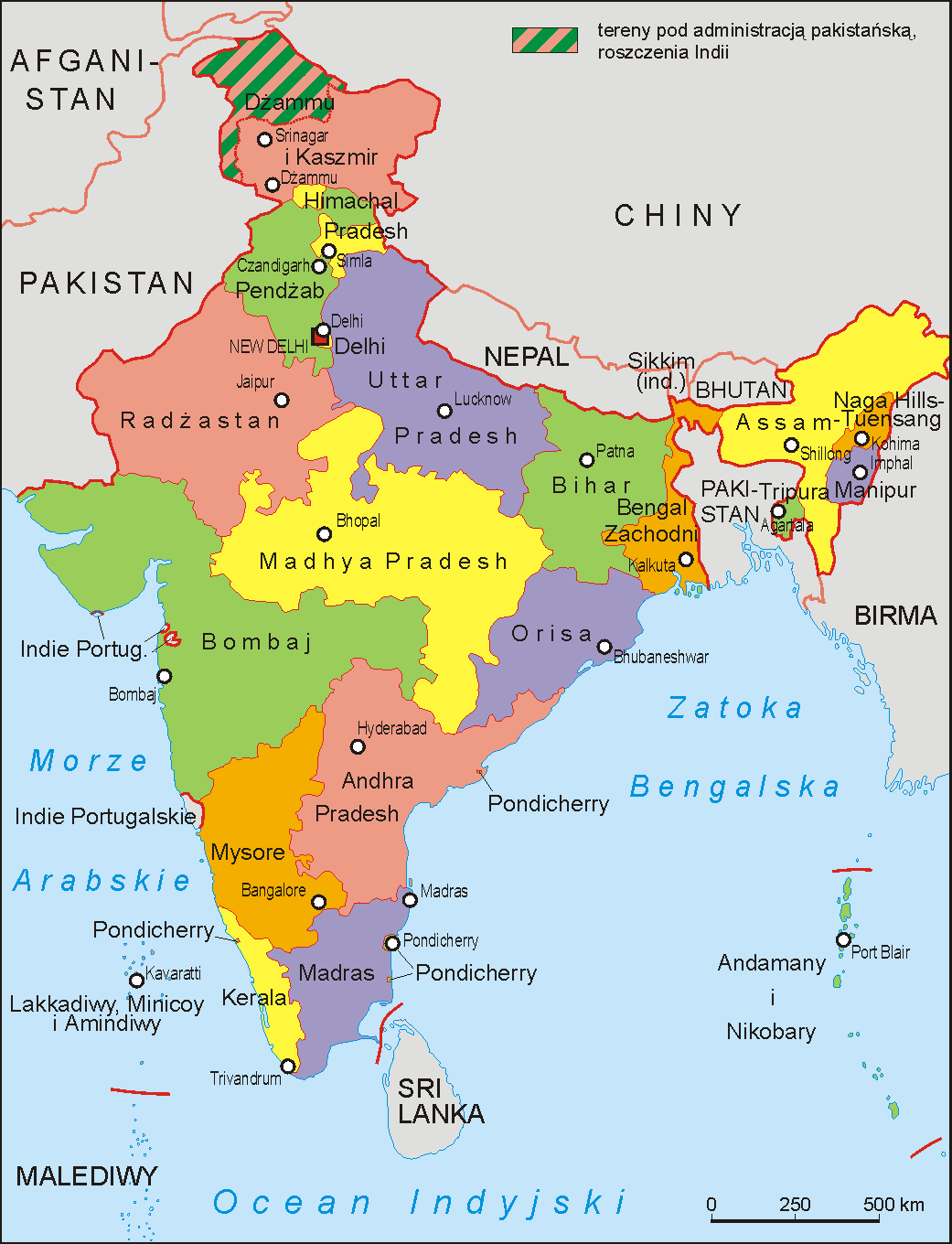
1957

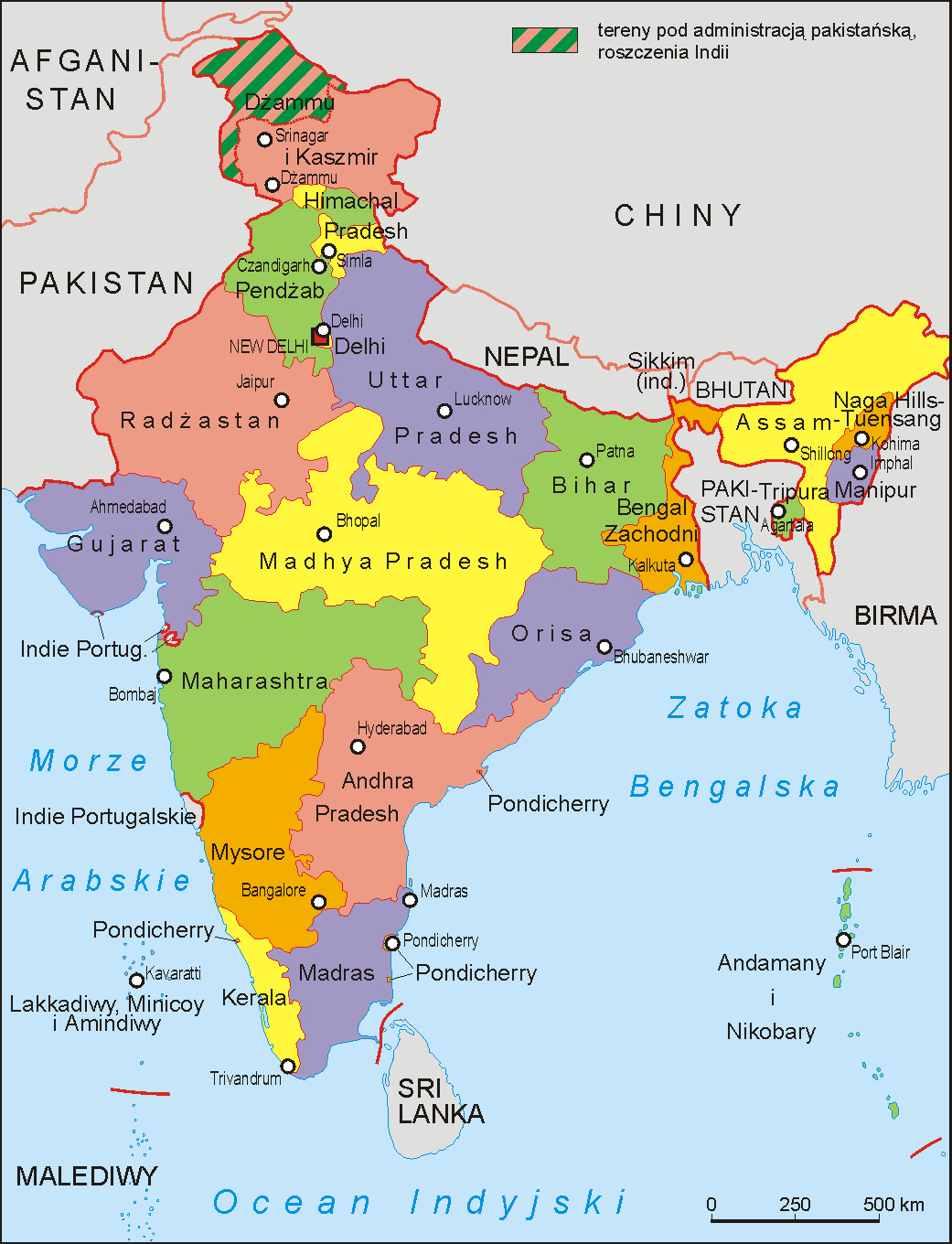
1960

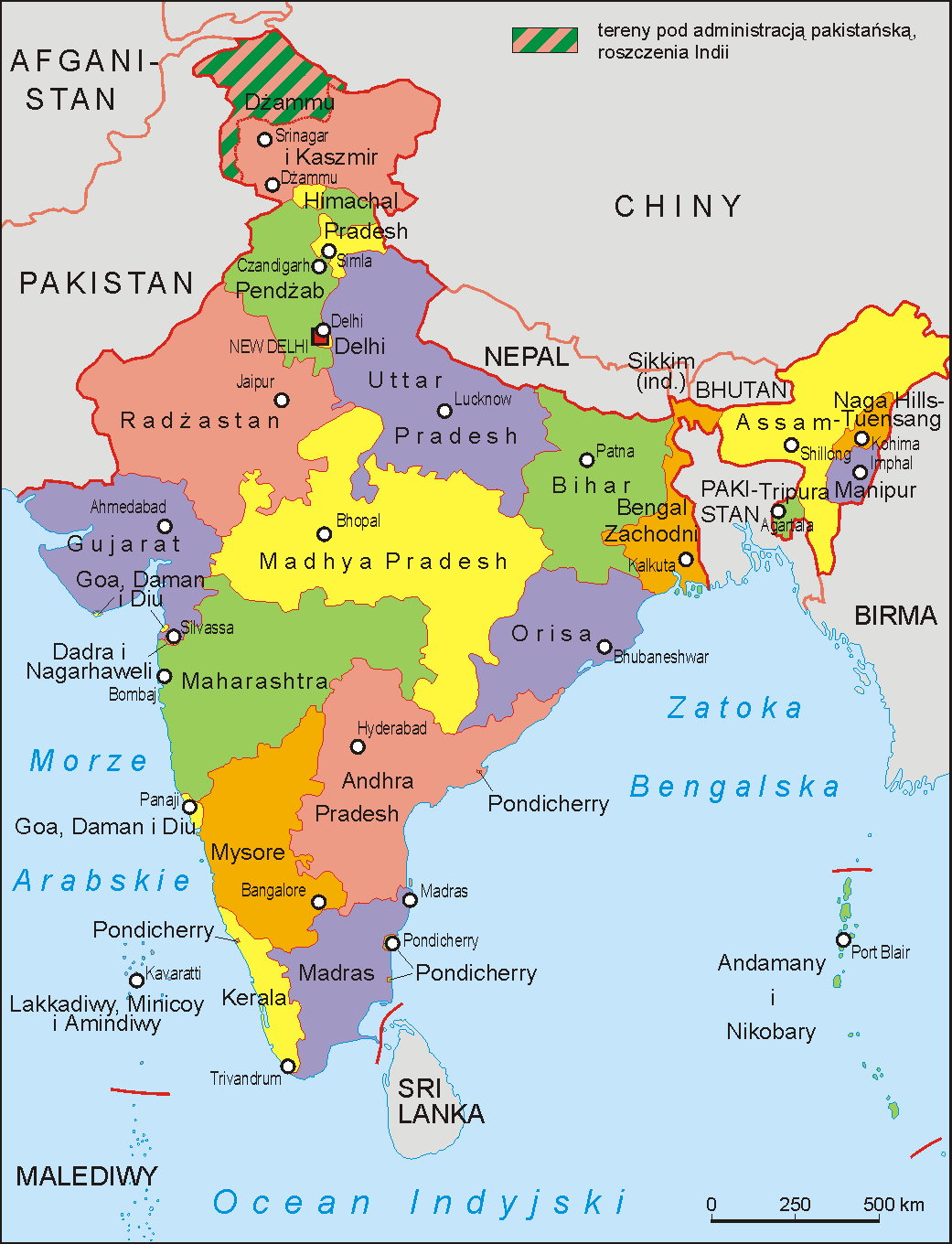
1961

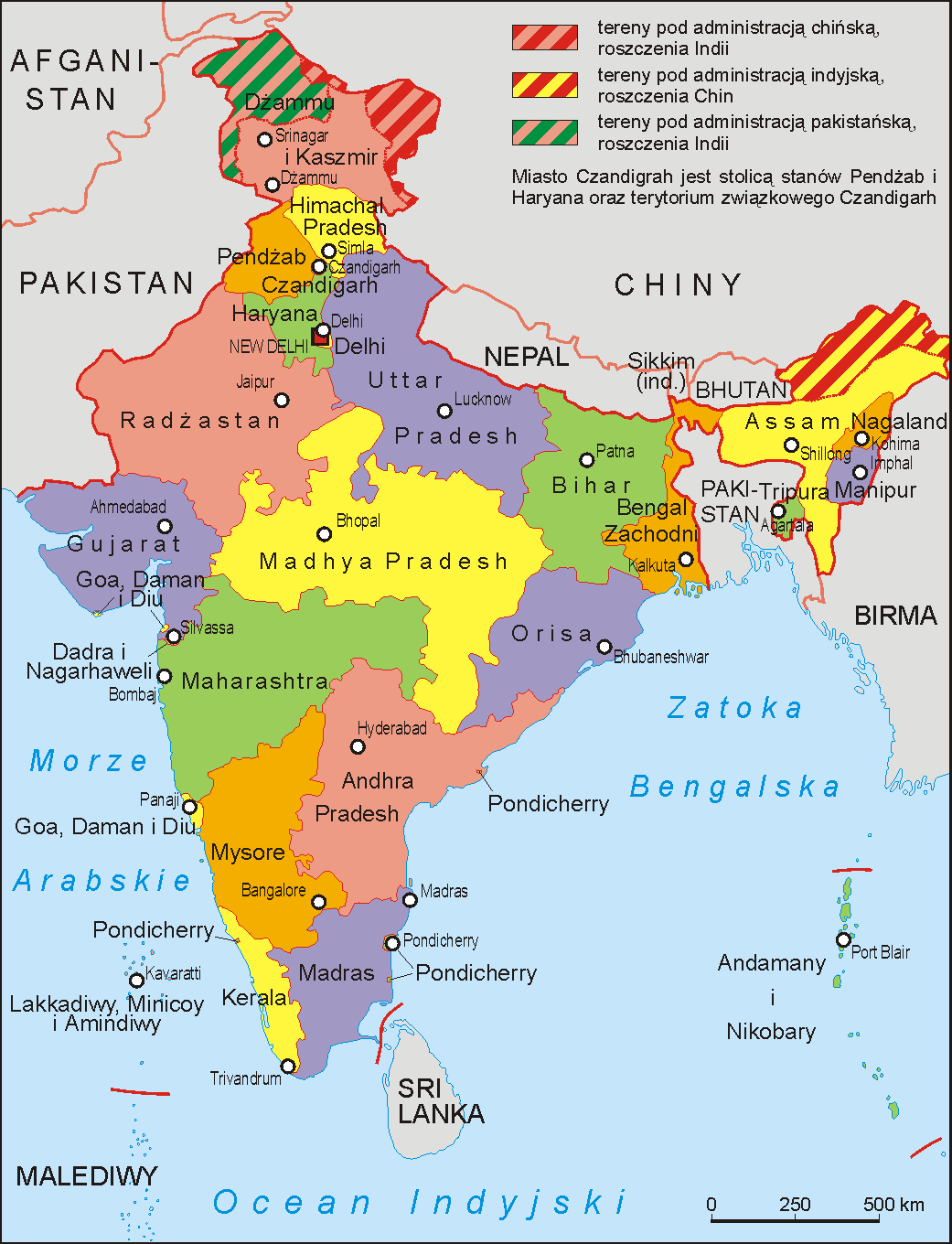
1966

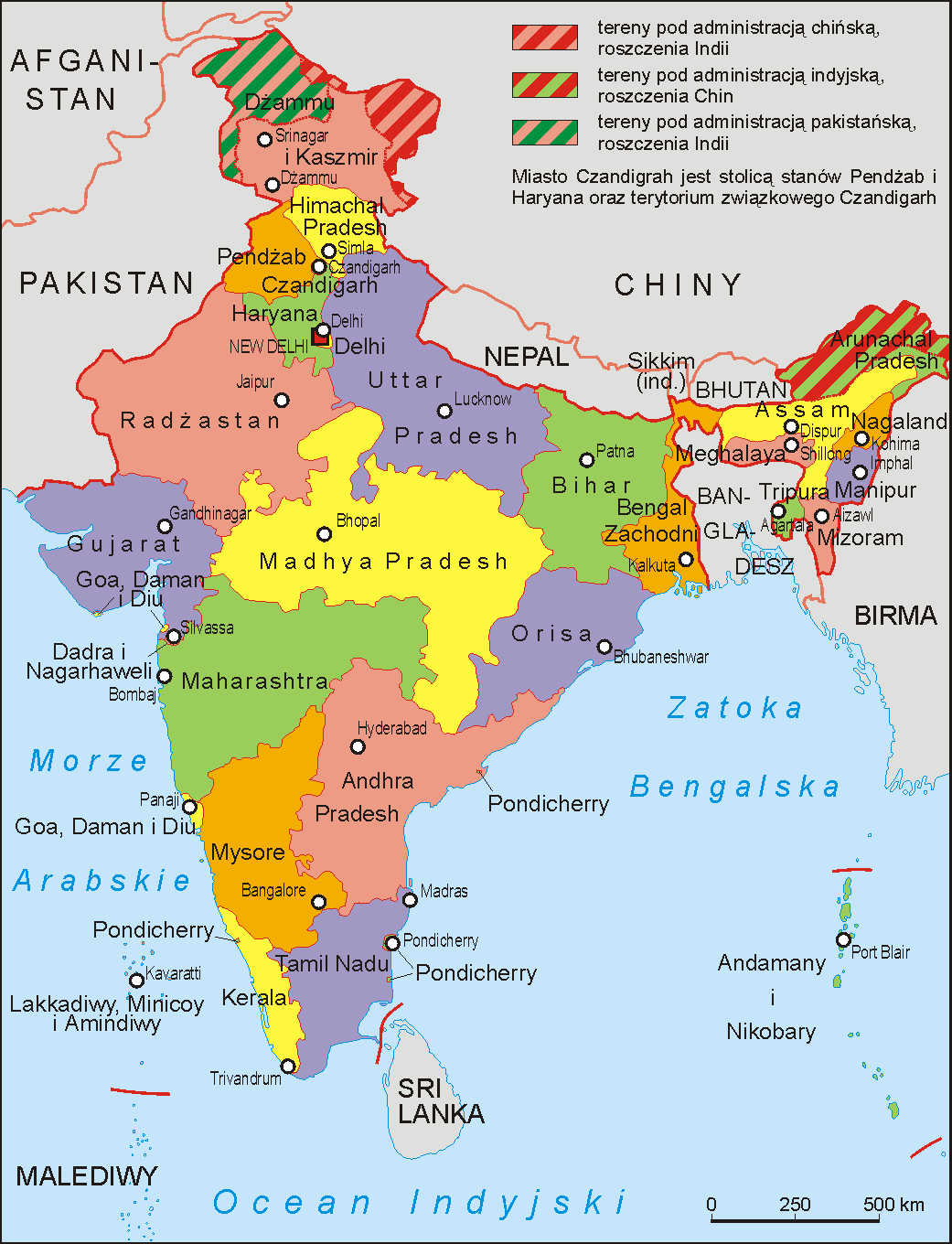
1972

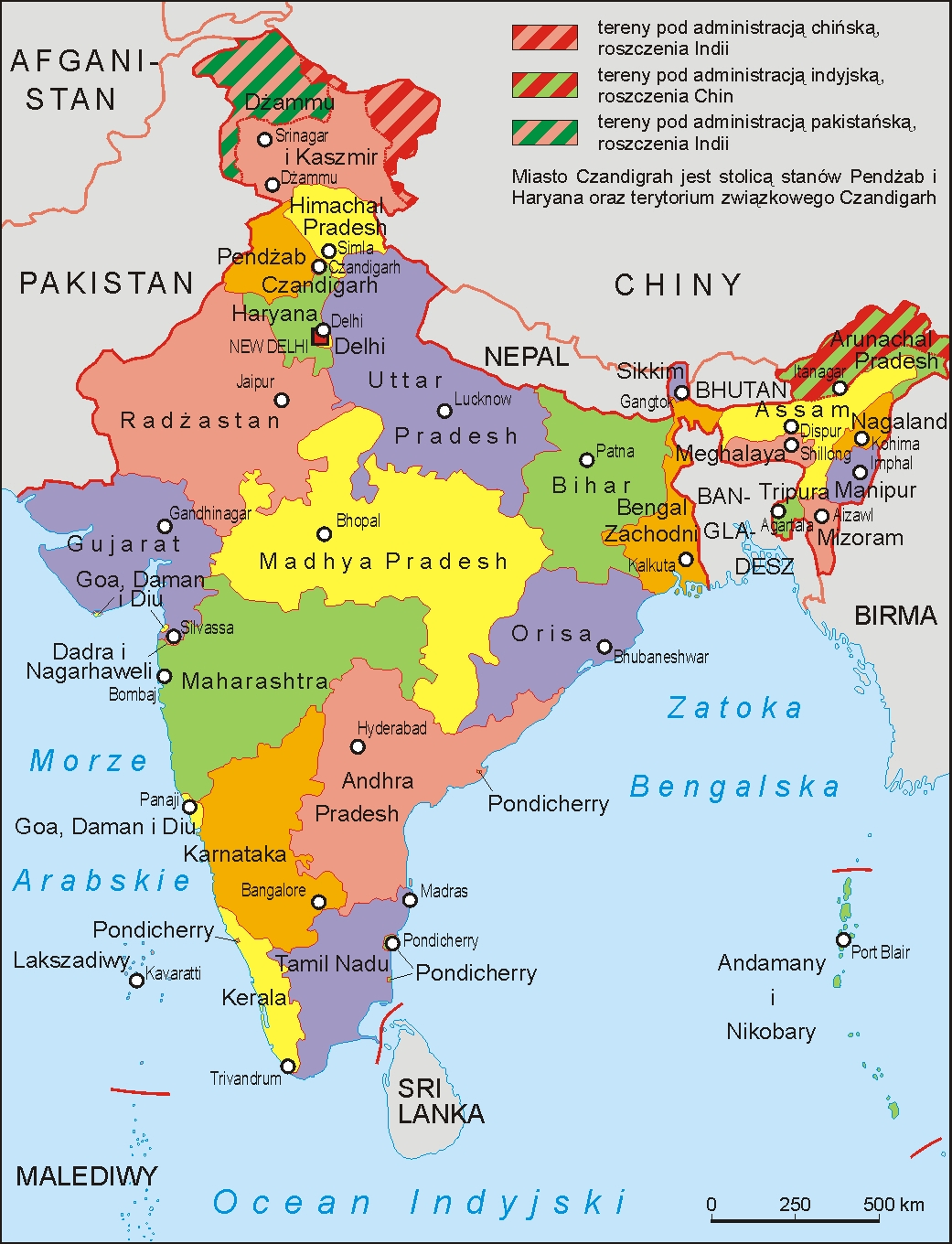
1975

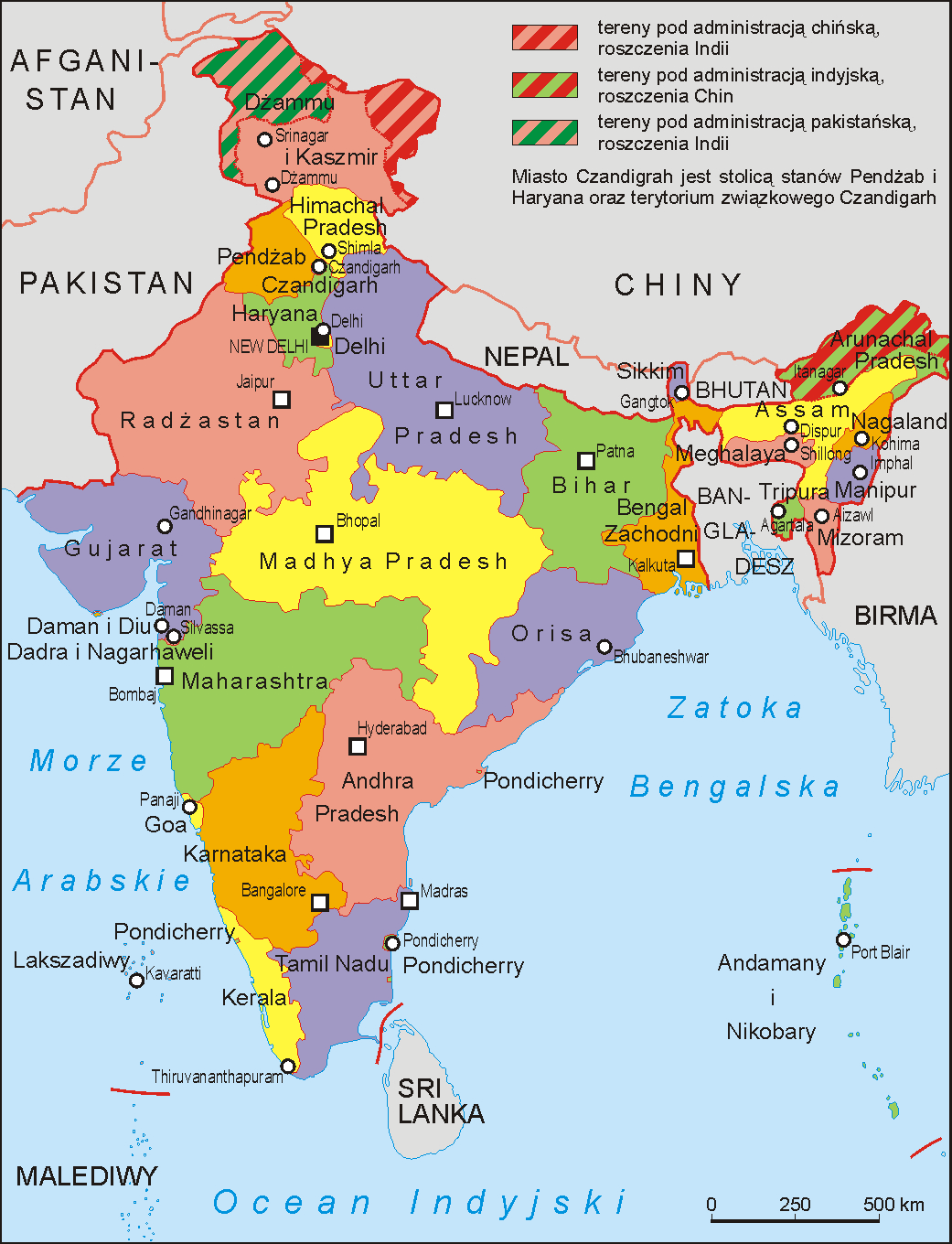
1999

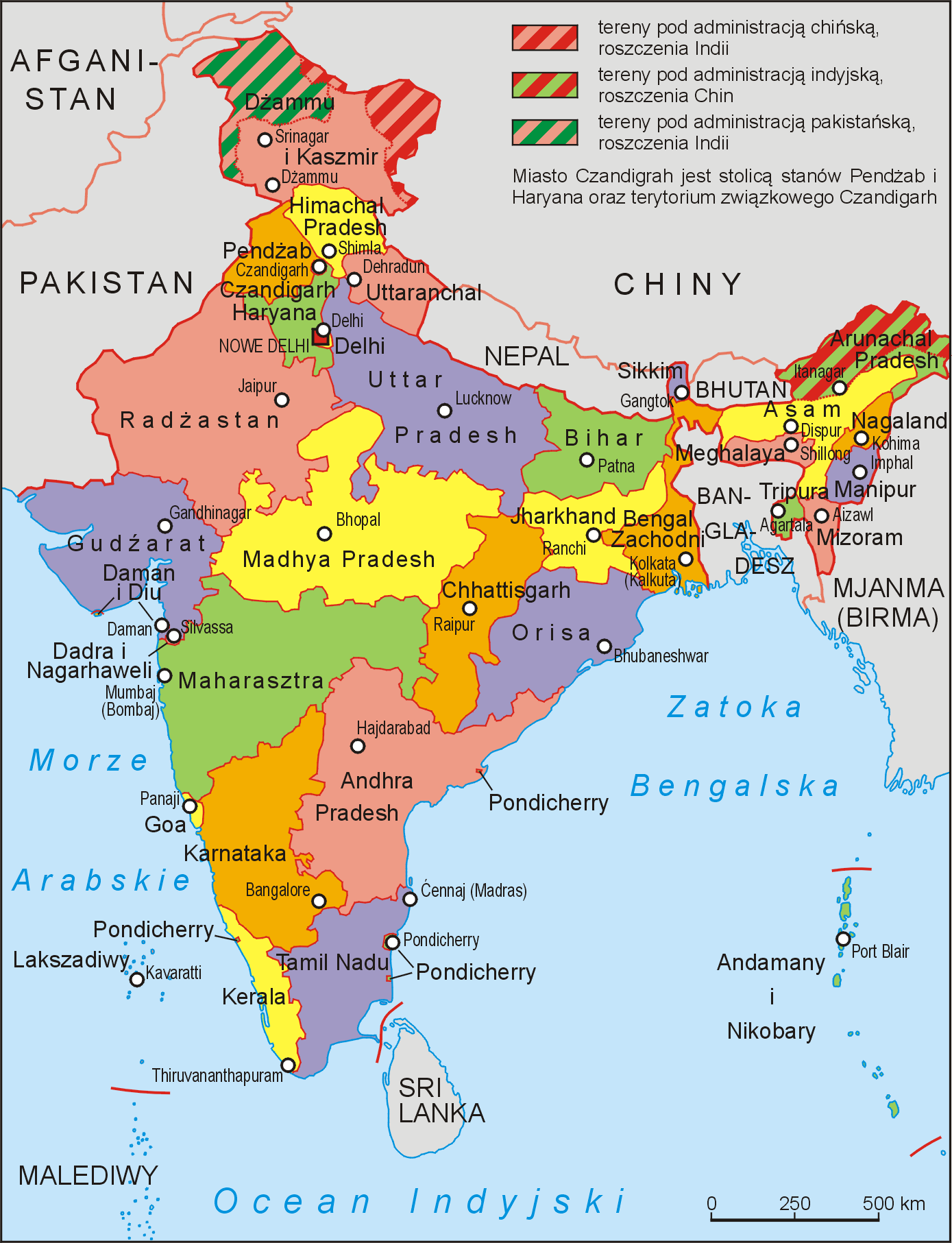
2006

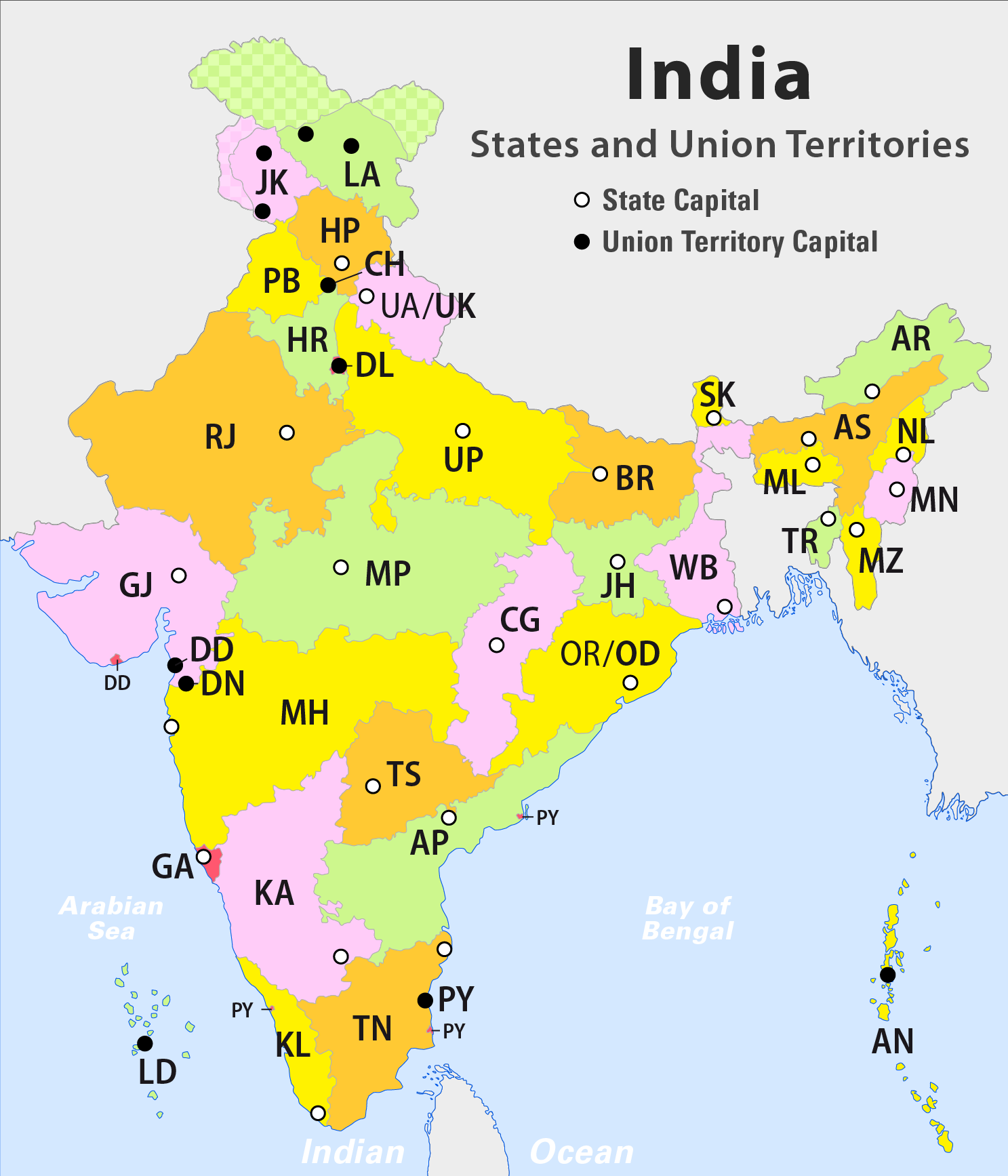
2014

- 1 de noviembre de 1956

Entrada en vigor del Acta de Reorganización de los Estados Indios. Es abolida la distinción entre estados de tipo A, B y C, y las fronteras entre estados se reorganizaron en gran medida con base a criterios lingüísticos.
- 1 de diciembre de 1957

Los distritos de Naga Hills y de Tuensang fueron separados de Assam. La entidad resultante, el área de Tuensang y Naga Hills, se convierte en un territorio de la Unión.
- 1 de mayo de 1960

El estado de Bombay se divide en dos estados: Guyarat y Maharastra. Maharastra también incorpora parte de Madhya Pradesh y todo Hyderabad.
- 11 de agosto de 1961

La ex factoría portuguesa de Dadra y Nagar Haveli se convierte formalmente en un territorio de la Unión.
- 20 de diciembre de 1961

La factorías portuguesas anexadas por la India forman el territorio de Goa, Damán y Diu.
- 1 de diciembre de 1963

El área de Tuensang y Naga Hills se convierte en el estado de Nagaland.
- 1 de noviembre de 1966

Panyab se divide en varias entidades: un estado de Panyab más pequeño, el nuevo estado de Haryana, el territorio de Chandigarh y un área anexa a Himachal Pradesh.
- 1969

El estado de Madrás se renombra a Tamil Nadu.
- 2 de abril de 1970

Meghalaya se separa de Assam y se vuelve un estado semiautónomo.
- 25 de enero de 1971

El territorio de Himachal Pradesh se convierte en un estado.
- 20 de enero de, 1972

Los territorios de Arunachal Pradesh y Mizoram son separados de Assam.
El territorio de Megalaya se convierte en un estado.
- 21 de enero de 1972

Manipur y Tripura territorios se convirtieron en estados.
- 1 de noviembre de 1973

El estado de Mysore es renombrado a Karnataka.
Las islas Laquedivas, Minicoy y Amindivi se convierten en el territorio de las Laquedivas.
- 26 de abril de 1975

Sikkim se integra a la India.
- 20 de febrero de 1987

Los territorios de Arunachal Pradesh y Mizoram se convirtieron en estados.
- 30 de mayo de 1987

Goa, Damán y Diu se separan entre el nuevo estado de Goa y el territorio de Damán y Diu.
- 1 de febrero de 1992

El territorio de Delhi se convirtió en el Territorio de la Capital Nacional de Delhi.
- 1 de noviembre de 2000

Creación de Chhattisgarh tras ser segregado de Madhya Pradesh.
- 9 de noviembre de 2000

Creación de Uttarakhand tras ser segregado de Uttar Pradesh.
- 15 de noviembre de 2000

Creación de Jharkhand tras ser segregado de Bihar.
- 2 de junio de 2014

Creación de Telangana tras ser segregado de Andhra Pradesh.